# Niedersächsisches Landesamt für Bezüge und Versorgung
Das Niedersächsische Landesamt für Bezüge und Versorgung (NLBV) ist eine Landesbehörde in Niedersachsen im Geschäftsbereich des Niedersächsischen Finanzministeriums und hat seinen Sitz in Hannover. Es gibt außerdem drei weitere Standorte in Aurich, Braunschweig und Lüneburg.

## Aufgaben
Zu den Aufgaben des NLBV gehört die Auszahlung der Bezüge der aktiven Beschäftigten und Versorgungsempfänger des Landes Niedersachsen. Insgesamt erhalten 220.000 Beschäftigte vom Minister bis zur Aushilfskraft ihre Bezüge vom NLBV. Hinzu kommen rund 110.000 Zahlungen an Versorgungsempfängerinnen und -empfänger, verwitwete Personen und Waisen und die Bearbeitung von jährlich etwa 1 Mio. Beihilfeanträgen. Das in Hannover ansässige Referat 12 – Referatsteil Wiedergutmachung – zahlt Renten und erstattet Kosten für Heilverfahren und Krankenversorgung an NS-Verfolgte und deren Hinterbliebene nach dem Bundesentschädigungsgesetz, es leistet ferner Hilfen an NS-Verfolgte in besonderen Notlagen aus dem Nds. Härtefonds. Das in Aurich ansässige Referat 36 fungiert als Zentrale Vollstreckungsstelle für die öffentlich-rechtlichen Forderungen des Landes Niedersachsen.

## Geschichte

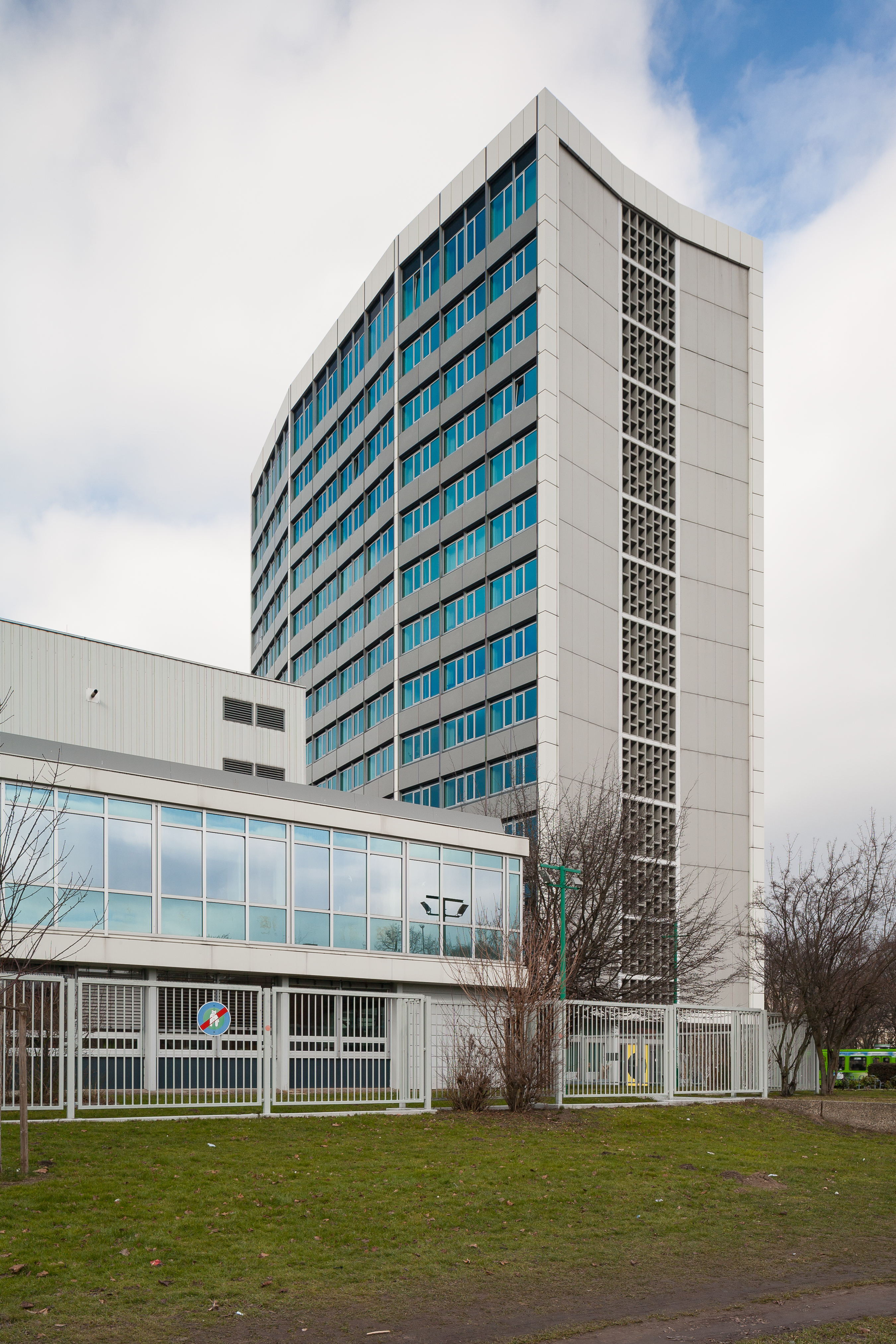
Standort Hannover

Die Behörde wurde erstmals zum 1. Januar 1998 errichtet. Sie übernahm Teilaufgaben des bisherigen Niedersächsischen Landesverwaltungsamtes, der damaligen niedersächsischen Bezirksregierungen sowie der Oberfinanzdirektion Hannover, insbesondere die Bezüge- und Beihilfezahlungen des Landes. Zum 1. Januar 2010 ging das NLBV als Abteilung Landesweite Bezüge- und Versorgungsstelle (LBV) in der Oberfinanzdirektion Niedersachsen auf, wurde jedoch zum 1. April 2016 neu errichtet. Für die anderen Aufgaben der Oberfinanzdirektion wurden 2017 das Landesamt für Steuern Niedersachsen (LStN) und das Niedersächsische Landesamt für Bau und Liegenschaften (NLBL) gegründet.